# Teramo Calcio 1982-1983
Questa voce raccoglie le informazioni riguardanti il Teramo Calcio nelle competizioni ufficiali della stagione 1982-1983.

## Rosa
| N. |                   | Ruolo | Calciatore            |
| -- | ----------------- | ----- | --------------------- |
|    | Italia (bandiera) | C     | Gabriele Alessandrini |
|    | Italia (bandiera) | D     | Daniele Baldi         |
|    | Italia (bandiera) | P     | Claudio Barbieri      |
|    | Italia (bandiera) | C     | Pasqualino Bolis      |
|    | Italia (bandiera) |       | Bonfini               |
|    | Italia (bandiera) | C     | Fabio Bucciarelli     |
|    | Italia (bandiera) | C     | Massimo Cerri         |
|    | Italia (bandiera) | A     | Giancarlo D'Angelo    |
|    | Italia (bandiera) | C     | Claudio Eusepi        |
|    | Italia (bandiera) | C     | Massimo Falconi (II)  |
|    | Italia (bandiera) | D     | Vincenzo Genovese     |
|    | Italia (bandiera) | C     | Francesco Iannetti    |

| N. |                       | Ruolo | Calciatore           |
| -- | --------------------- | ----- | -------------------- |
|    | Italia (bandiera)     | C     | Alessandro Madocci   |
|    | Italia (bandiera)     | D     | Paolo Manunza        |
|    | Italia (bandiera)     | P     | Pietro Martini       |
|    | San Marino (bandiera) | A     | Paolo Mazza          |
|    | Italia (bandiera)     | C     | Francesco Monaco     |
|    | Italia (bandiera)     | D     | Antonio Petricciuoli |
|    | Italia (bandiera)     | A     | Angelo Pierleoni     |
|    | Italia (bandiera)     |       | Pompili              |
|    | Italia (bandiera)     | D     | Paolo Ranocchi       |
|    | Italia (bandiera)     | D     | Francesco Stanzione  |
|    | Italia (bandiera)     | A     | Giorgio Tomba        |
|    | Italia (bandiera)     | D     | Massimo Valà         |

## Risultati

### Campionato

#### Girone di andata
| 19 settembre 1982 1ª giornata | Elpidiense | 1 – 1 | Teramo |  |

| 26 settembre 1982 2ª giornata | Teramo | 1 – 1 | Martina |  |

| 3 ottobre 1982 3ª giornata | Giulianova | 1 – 0 | Teramo |  |

| 10 ottobre 1982 4ª giornata | Teramo | 1 – 0 | Ravenna |  |

| 17 ottobre 1982 5ª giornata | Teramo | 2 – 1 | Lanciano |  |

| 24 ottobre 1982 6ª giornata | Cattolica | 0 – 1 | Teramo |  |

| 31 ottobre 1982 7ª giornata | Teramo | 0 – 0 | Maceratese |  |

| 7 novembre 1982 8ª giornata | Matera | 2 – 2 | Teramo |  |

| 14 novembre 1982 9ª giornata | Teramo | 2 – 0 | Avezzano |  |

| 21 novembre 1982 10ª giornata | Gioventù Brindisi | 1 – 1 | Teramo |  |

| 28 novembre 1982 11ª giornata | Teramo | 0 – 0 | Francavilla |  |

| 5 dicembre 1982 12ª giornata | Vigor Senigallia | 1 – 1 | Teramo |  |

| 12 dicembre 1982 13ª giornata | Osimana | 1 – 0 | Teramo |  |

| 19 dicembre 1982 14ª giornata | Teramo | 0 – 0 | Civitanovese |  |

| 9 gennaio 1983 15ª giornata | Monopoli | 1 – 0 | Teramo |  |

| 16 gennaio 1983 16ª giornata | Teramo | 0 – 1 | Brindisi |  |

| 23 gennaio 1983 17ª giornata | Jesi | 1 – 0 | Teramo |  |

#### Girone di ritorno
| 30 gennaio 1983 18ª giornata | Teramo | 1 – 0 | Elpidiense |  |

| 6 febbraio 1983 19ª giornata | Martina | 0 – 0 | Teramo |  |

| 13 febbraio 1983 20ª giornata | Teramo | 2 – 0 | Giulianova |  |

| 20 febbraio 1983 21ª giornata | Ravenna | 1 – 0 | Teramo |  |

| 27 febbraio 1983 22ª giornata | Lanciano | 1 – 1 | Teramo |  |

| 6 marzo 1983 23ª giornata | Teramo | 0 – 1 | Cattolica |  |

| 13 marzo 1983 24ª giornata | Maceratese | 1 – 1 | Teramo |  |

| 20 marzo 1983 25ª giornata | Teramo | 3 – 0 | Matera |  |

| 2 aprile 1983 26ª giornata | Avezzano | 3 – 1 | Teramo |  |

| 10 aprile 1983 27ª giornata | Teramo | 3 – 2 | Gioventù Brindisi |  |

| 17 aprile 1983 28ª giornata | Francavilla | 1 – 1 | Teramo |  |

| 1º maggio 1983 29ª giornata | Teramo | 2 – 1 | Vigor Senigallia |  |

| 8 maggio 1983 30ª giornata | Teramo | 5 – 1 | Osimana |  |

| 15 maggio 1983 31ª giornata | Civitanovese | 1 – 0 | Teramo |  |

| 22 maggio 1983 32ª giornata | Teramo | 3 – 3 | Monopoli |  |

| 29 maggio 1983 33ª giornata | Brindisi | 2 – 1 | Teramo |  |

| 5 giugno 1983 34ª giornata | Teramo | 0 – 2 | Jesi |  |